# H-E-B
H-E-B — частная сеть супермаркетов, базирующаяся в Сан-Антонио, штат Техас. Сеть насчитывает более 340 магазинов в Техасе и северо-восточной Мексике. Компания также владеет сетью магазинов, торгующих органической высококачественной продукцией Central Market. По состоянию на 2017 год, оборот компании составил $25 млрд, компания занимает 12 место в рейтинге Forbes самых больших частных компаний. H-E-B был назван «Продавцом года» в 2010 году по версии журнала Progressive Grocer. По оборотам за 2017 год H-E-B занимает 20 место в списке розничных продавцов в США. Пять процентов доходов сети идут на благотворительные нужды.

## История

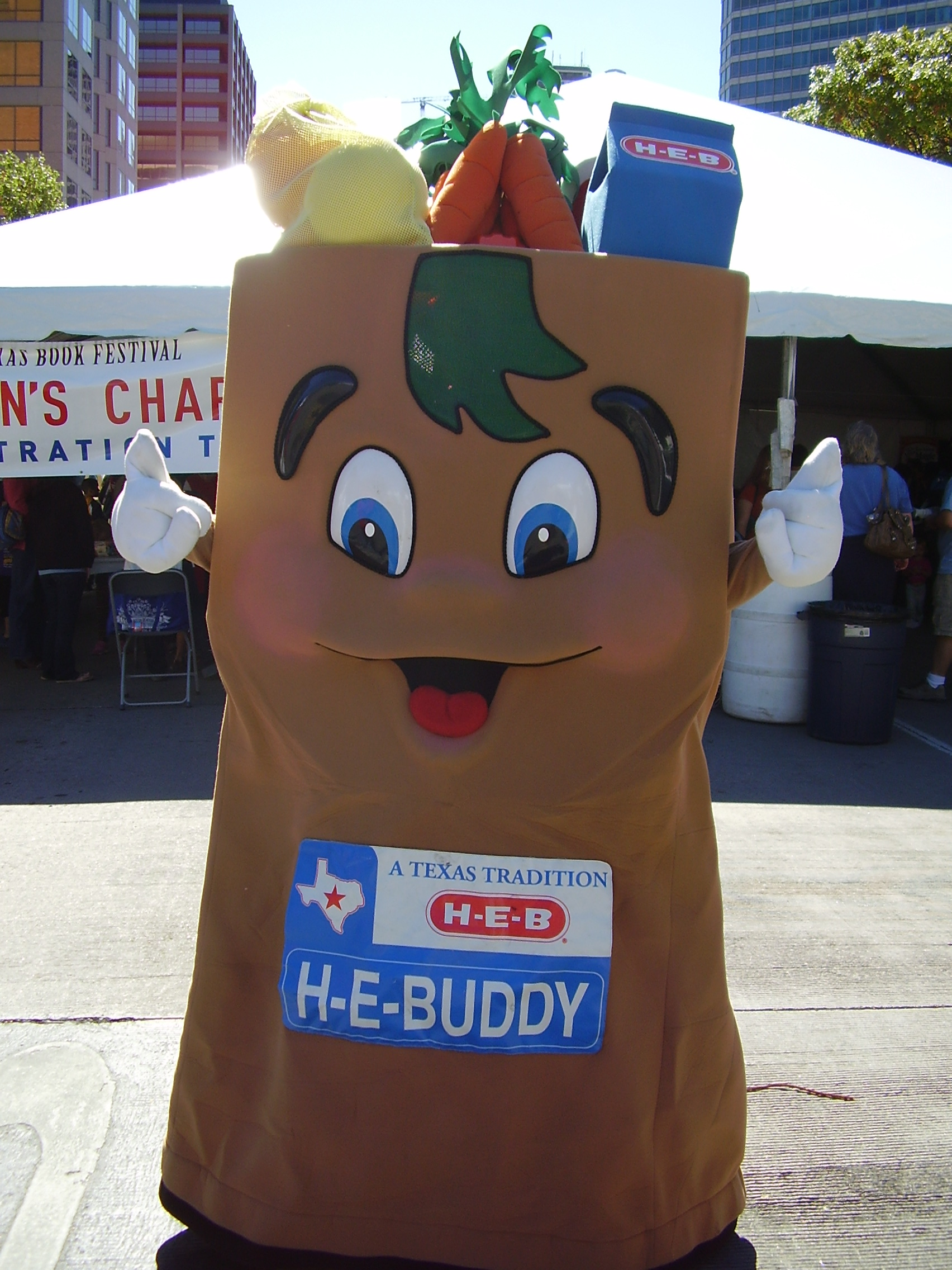
H-E-Buddy, талисман компании

Компания была основана в 1905 году женщиной по имени Флоренс Батт после того, как у её мужа выявили туберкулёз и он вынужден был перестать работать. Магазин, называвшийся C.C. Butt Grocery Store, находился на первом этаже семейного дома в Кервилле, штат Техас. Для открытия магазина Батт потребовалось взять в кредит 60 долларов. В 1919 Флоренс передала управление магазином своему младшему сыну, Говарду Эдварду Батту после того как тот вернулся с Первой мировой войны. В 1922 году Батт сменил систему торговли с доставки на самообслуживание, увеличив товарооборот и открыв таким образом новую эру в розничной торговле. Бизнес получил новое название, C.C. Butt Cash Grocery. Вскоре после начала управления магазином, Говард попробовал открыть четыре магазина в центральном Техасе, однако его попытки провалились. В 1926 году Батт всё же мог основать магазин в Дель-Рио, а в 1927 году приобрёл три магазина в долине Рио-Гранде. Тот факт, что компания специализировалась на дешёвой продукции, позволил ей не просто пережить Великую депрессию, но и предоставлять в это время сотрудникам страхование жизни, вывозить их на пикники. Штаб-квартира переехала в долину Рио-Гранде, на юго-западе Техаса было открыто около 20 магазинов компании, в 1931 году оборот компании составил $2 млн. Компания организовала отдел закупок и строительный отдел. Магазины начали активную рекламу путём раздачи бесплатных товаров, в одном случае раздавали цыплят с клеймом компании, в других раздавали бесплатную продукцию, с крыши кидали горсти десятицентовых монет, позже разыгрывали автомобили, торговые марки и денежные призы. В середине 1930-х годов компания вновь сменила название на H.E. Butt Grocery Company. Уже с новым именем, компания начала заниматься производством пищи, приобретя компанию по заготовке консервов Harlingen Canning Company и открыв пекарню в городе Корпус-Кристи. Штаб-квартира также была переведена в Корпус-Кристи для упрощения логистики. В 1942 году компания установила кондиционеры в магазинах, начала продавать замороженную продукцию, а также открыла первый магазин под маркой H-E-B в Сан-Антонио.
Во время Второй мировой войны Harlingen Canning Company производила еду для вооружённых сил и получила награду от Администрации военного питания. Менеджерами магазинов чаще стали работать женщины, а компания стала известна своим стремлением к развитию персонала. В 1944 году в Остине открылся пятидесятый магазин компании. В 1950-х годах магазины были заменены на супермаркеты, в них появились рыбные и мясные лавки, аптечные отделы и пекарни. Говард Батт был баптистским диаконом и поэтому в его магазинах не продавался алкоголь вплоть до того момента, когда он отошёл от управления компанией. В 1955 году была создана дочерняя компания Texas Gold Stamp Company для производства торговых марок. В 1964 году компания открыла первый центр поддержки розничной торговли и распространения товаров. В 1971 году управление перешло к сыну Говарда, Чарльзу Батту. Чарльз Батт является выпускником Уортонской школы бизнеса при Пенсильванском университете. При новом президенте и исполнительном директоре компания произвела реструктуризацию менеджмента и представила товары общего назначения. В 1976 году в Сан-Антонио открылся молочный завод компании, был открыт новый формат магазинов. В 1980-х в магазинах H-E-B стали продаваться сыпучие продукты и свежие цветы. В 1985 году штаб-квартира компании переехала в отремонтированный армейский арсенал на берегу реки Сан-Антонио.
В 1994 году в Остине был открыт первый магазин премиум-класса Central Market. В магазине реализуют в том числе европейскую продукцию, бакалею со всего мира. В 1997 году был открыт первый магазин H-E-B в городе Монтеррей в Мексике. С 2002 года компания учредила ежегодную премию за достижения в области образования. 7 декабря 2015 года в одном из магазинов Хьюстона заработала пилотная программа Curbside pick-up, позволяющая покупателям заказывать продукты онлайн или через мобильное приложение и забирать их в магазине в определённое время.

## Судебные тяжбы
В середине 1980-х годов местные продуктовые сети Handy Andy и Centeno подали совместный иск на H-E-B, обвиняя компанию в недобросовестной практике ценообразования. В конце концов компания была вынуждена урегулировать иск, выплатив в 1998 году $6.5 млн Centeno и неуказанную сумму Handy Andy
H-E-B также выплатила $12 млн по обвинению в мошенничестве с программой Медикейд. Как минимум с 2006 года компания предположительно подала в техасский медикейд тысячи заявок на возмещение завышенных выплат по лекарствам, проданных сетью по рецептам.
Компания также выплатила несколько компенсаций в досудебном порядке по обвинениям в нарушении минимальной оплаты труда и оплаты внеурочного времени работникам, нарезавшим фрукты.
В 2019 году канадский стартап Digital Retail Apps подал на H-E-B иск о нарушении патентов при разработке мобильного приложения, позволяющего самостоятельно оплачивать покупки в магазине. По версии обвиняющей стороны, в ноябре 2015 года сотрудники IT отдела H-E-B заказали пробную версию продукта стартапа, включая программное обеспечение. Позже в H-E-B создали своё мобильное приложение, которое, как полагают в Digital Retail Apps, нарушает патенты стартапа.

## Благотворительная деятельность
Компания отдаёт 5 % своих годовых доходов на благотворительные цели в областях, на которых она специализируется, в том числе в образовании и на пищевые банки Компания в 2000 году представила благотворительную программу Excellence in Education Awards. Ежегодно в рамках этой программы техасские учителя, администраторы и школы получают денежные призы. Общая сумма выплат в 2019 году достигла $700 000.
H-E-B координировала сбор пожертвований на помощь пострадавшим от взрыва на заводе удобрений в городе Уэст. Компания пожертововала $50 000 Американскому Красному Кресту и начала сбор средств на кассах чтобы привлечь как можно больше покупателей к сбору как можно больше покупателей. H-E-B также отправила мобильную кухню, цистерну с питьевой водой, а также пожертвованные продуктовые наборы жертвам трагедии и лицам, оказавшим первую помощь.
В 2017 году H-E-B пожертвовала $100 000 на борьбу с последствиями урагана Харви. В кампании по сбору денег среди покупателей сеть собрала один миллион долларов В дополнение к пожертвованиям, мобильная кухня H-E-B и отряды помощи при катастрофах раздали 10 000 порций горячей еды волонтёрам и жертвам урагана в Техасе.